# Athlītikī Enōsis Kōnstantinoupoleōs 2017-2018 (pallacanestro)
Questa voce raccoglie le informazioni riguardanti l'Athlītikī Enōsis Kōnstantinoupoleōs B.C. nelle competizioni ufficiali della stagione 2017-18.

## Stagione
La stagione 2017-18 dell'Athlītikī Enōsis Kōnstantinoupoleōs è la 61ª nel massimo campionato greco di pallacanestro, l'A1 Ethniki.

## Roster
Aggiornato al 18 luglio 2018.
| AEK Atene 2017-18 | AEK Atene 2017-18 |
| Giocatori         | Staff tecnico     |
| ----------------- | ----------------- |

| N. | Naz.                                  | Ruolo | Nome                    | Anno | Alt.   | Peso   |  |
| -- | ------------------------------------- | ----- | ----------------------- | ---- | ------ | ------ |  |
| 0  | Nigeria (bandiera)                    | C     | Chinemelu Elonu         | 1987 | 206 cm | 107 kg |  |
| 0  | Stati Uniti (bandiera)                | G     | Kevin Punter            | 1993 | 190 cm | 86 kg  |  |
| 1  | Guyana (bandiera)                     | A     | Delroy James            | 1987 | 203 cm | 105 kg |  |
| 2  | Stati Uniti (bandiera)                | P     | Mike Green              | 1985 | 185 cm | 82 kg  |  |
| 3  | Stati Uniti (bandiera)                | G     | Manny Harris            | 1989 | 196 cm | 84 kg  |  |
| 4  | Grecia (bandiera)                     | P     | Vasilīs Xanthopoulos    | 1984 | 186 cm | 93 kg  |  |
| 5  | Serbia (bandiera) · Grecia (bandiera) | AG    | Dušan Šakota (C)        | 1986 | 207 cm | 104 kg |  |
| 8  | Grecia (bandiera)                     | AG    | Panagiōtīs Vasilopoulos | 1984 | 203 cm | 107 kg |  |
| 9  | Bosnia ed Erzegovina (bandiera)       | AP    | Edin Atić               | 1997 | 201 cm | 88 kg  |  |
| 12 | Grecia (bandiera)                     | G     | Giannoulīs Larentzakīs  | 1993 | 196 cm | 91 kg  |  |
| 13 | Stati Uniti (bandiera)                | G     | Kelsey Barlow           | 1996 | 196 cm | 91 kg  |  |
| 16 | Grecia (bandiera)                     | AP    | Iōannīs Agravanīs       | 1998 | 198 cm | 95 kg  |  |
| 21 | Grecia (bandiera)                     | G     | Dīmītrīs Mōraitīs       | 1999 | 190 cm | 82 kg  |  |
| 22 | Grecia (bandiera)                     | C     | Dīmītrīs Mauroeidīs     | 1985 | 210 cm | 120 kg |  |
| 24 | Grecia (bandiera)                     | C     | Vasilīs Kavvadas        | 1991 | 204 cm | 120 kg |  |
| 27 | Grecia (bandiera)                     | AP    | Nikos Rogkavopoulos     | 2001 | 201 cm | 91 kg  |  |
| 32 | Stati Uniti (bandiera)                | AC    | Vince Hunter            | 1994 | 203 cm | 98 kg  |  |
| 34 | Grecia (bandiera)                     | C     | Giōrgos Tsalmpourīs     | 1996 | 218 cm | 107 kg |  |
| 35 | Mali (bandiera) · Francia (bandiera)  | AP    | Bandja Sy               | 1990 | 202 cm | 97 kg  |  |
| -  | Grecia (bandiera)                     | AG    | Michalīs Kamperidīs     | 1994 | 206 cm | 109 kg |  |

| Allenatore                                                                                    |
| - Sōtīrīs Manōlopoulos (fino al 5 dicembre) - / Dragan Šakota (dal 5 dicembre)                |
| Assistente/i                                                                                  |
| - Alexīs Falekas - Kōstas Mamalis Legenda - (C) Capitano - (IN) Inattivo - Infortunato Roster |

## Mercato

### Sessione estiva
| Acquisti | Acquisti             | Acquisti        | Acquisti      | Acquisti |
| R.       | Nome                 | da              | Modalità      |          |
| -------- | -------------------- | --------------- | ------------- | -------- |
| G        | Manny Harris         | Anhui Dragons   | definitivo    |          |
| P        | Mike Green           | Karşıyaka       | definitivo    |          |
| C        | Chinemelu Elonu      | Cap. de Arecibo | definitivo    |          |
| G        | Kelsey Barlow        | Aries Trikala   | definitivo    |          |
| AP       | Cleanthony Early     | S.C. Warriors   | definitivo    |          |
| A        | Delroy James         | Balıkesir       | definitivo    |          |
| C        | Vasilīs Kavvadas     | Aris Salonicco  | definitivo    |          |
| P        | Vasilīs Xanthopoulos | Aris Salonicco  | definitivo    |          |
| AG       | Michalīs Kamperidīs  | Rethymno        | fine prestito |          |
| P        | Nikola Ivanović      | Orlandina       | fine prestito |          |
| AP       | Nikos Rogkavopoulos  | Doukas          | definitivo    |          |
| AP       | Iōannīs Agravanīs    | Doukas          | definitivo    |          |
| AP       | Bandja Sy            | ASVEL           | definitivo    |          |

| Cessioni | Cessioni               | Cessioni           | Cessioni       | Cessioni |
| R.       | Nome                   | a                  | Modalità       |          |
| -------- | ---------------------- | ------------------ | -------------- | -------- |
| C        | Chinemelu Elonu        | Cap. de Arecibo    | fine contratto |          |
| PG       | Michael Dixon          | Strasburgo         | fine contratto |          |
| C        | Loukas Maurokefalidīs  | Lietuvos rytas     | fine contratto |          |
| G        | Donnie McGrath         | Real Betis         | fine contratto |          |
| AG       | Milan Milošević        | Promitheas         | fine contratto |          |
| AG       | Kōstas Vasileiadīs     | Free agent         | rescissione    |          |
| P        | Roko Ukić              | Cedevita Junior    | fine contratto |          |
| AC       | Dīmītrīs Charitopoulos | Īraklīs Salonicco  | fine contratto |          |
| AP       | Brad Newley            | Sydney Kings       | fine prestito  |          |
| AP       | Dionysīs Skoulidas     | Koroivos Amaliadas | prestito       |          |
| P        | Nikola Ivanović        | Budućnost          | rescissione    |          |
| AP       | Cleanthony Early       | R.G.V. Vipers      | rescissione    |          |

### Dopo l'inizio della stagione
| Acquisti | Acquisti                | Acquisti          | Acquisti         | Acquisti   |
| R.       | Nome                    | da                | Data             | Modalità   |
| -------- | ----------------------- | ----------------- | ---------------- | ---------- |
| AG       | Panagiōtīs Vasilopoulos | Aris Salonicco    | 19 gennaio 2018  | definitivo |
| AC       | Vince Hunter            | Memphis Grizzlies | 22 gennaio 2018  | definitivo |
| G        | Kevin Punter            | Rosa Radom        | 10 febbraio 2018 | definitivo |

| Cessioni | Cessioni            | Cessioni      | Cessioni         | Cessioni    |
| R.       | Nome                | a             | Data             | Modalità    |
| -------- | ------------------- | ------------- | ---------------- | ----------- |
| C        | Giōrgos Tsalmpourīs | Kolossos Rodi | 23 novembre 2017 | prestito    |
| AP       | Bandja Sy           | Partizan      | 17 gennaio 2018  | rescissione |
| G        | Kelsey Barlow       | Hoops Club    | 6 marzo 2018     | rescissione |